# اف‌ال دوشیزه
اف‌ال دوشیزه یک ستاره است که در صورت فلکی دوشیزه قرار دارد.